# Romani
O romani (rromani ćhib) é o idioma dos romas e dos sintos, povos nômades geralmente conhecidos pela designação de ciganos. Pertence ao ramo indo-ariano proveniente do grupo linguístico indo-europeu. Não deve ser confundido com o romeno e o romanche, que são línguas latinas.

## Classificação
O romani não é língua oficial em nenhum país, exceto no Kosovo, e possui "status oficial de minorias" na Suécia, Finlândia e Romênia.
Há diversas tentativas de se criar uma língua romani padrão a partir de variantes com as da Romênia, Estados Unidos, Suécia, Eslováquia e de outros locais onde há muitos rom. O romani também pode ser considerado como um grupo de dialetos ou mesmo de línguas relacionadas que têm uma origem comum.
É relacionado de forma bem próxima com idiomas da Índia central e do norte, em especial com a língua pothohari. Essas semelhanças permitem supor a origem dos povos Roma e Sintos, e as palavras que foram aderindo ao romani permitem traçar o caminho da migração desses povos para a Europa.
Eles vieram do norte da Índia e do atual Paquistão, sendo o romani classificado entre as línguas indo-arianas, assim como o hindi ocidental, o bhili, o guzerate, o caxemira, o rajastani  e outras.
O romani, o panjabi e o pothohari compartilham algumas palavras e características gramaticais. Estudo de 2003 na revista Nature sugere que o romani também se relacione com o cingalês do Sri Lanca.
Ainda se discute se a palavra "Sintos" teria origem comum com o nome da região Sinde, do sul do Paquistão e oeste da Índia (Rajastão e Guzerate), no baixo rio Indo, ou se seria uma palavra romani de origem europeia.
Na sua estrutura gramatical, o romani mantém as características mais antigas das línguas indo-arianas: marcadores de concordância de pessoa no presente; finais consonantais no caso nominativo. Essas duas características desapareceram ao longo do tempo nas demais língua modernas da Índia central. Tem as mesmas inovadoras marcas de concordância de pessoa no passado das línguas caxemira e shina, o que confirma a teoria de que o romani seria originário da Índia central, tendo migrado pelo Noroeste.
Outras características do romani: Fusão das pós-posições nas raízes numa segunda camada (clíticas marcadoras de caso); emergência morfológica no tempo “externo” pela anexação de sufixos de pessoa. Essas características são similares às da língua domari, o que também implicaria numa relação mais próxima entre os dois idiomas.

## História
Não há registros escritos de períodos mais antigos da língua romani. No livro épico do poeta persa Ferdusi, o Épica dos Reis, escrito no século XI é contada a história de 10 ou 12 mil músicos dessi que foram dados no século V pelo rei Xancal de Canauje (em Sinde) ao xá Vararanes V que são considerados por alguns estudiosos como os ancestrais dos Rom.
Pesquisas feitas no século XIX por Pott e por Miklosich mostraram que isso não era verdadeiro, pois, segundo eles o romani seria uma língua indo-ariana nova, e não uma língua indo-ariana medial, o que combinaria com a história de Ferdusi. O principal argumento para uma migração ocorrida durante ou após a transição para indo-arianas novas é a perda do antigo sistema de casos e sua redução para caso de apenas duas vias (nominativo e oblíquo). Há ainda o argumento secundário quanto aos gêneros: romanês tem dois (masculino e feminino) e as Línguas Mediais têm três gêneros (mais o neutro), tendo algumas Línguas modernas indo-arianas o sistema antigo. Discute-se que a perda do gênero neutro não ocorreu até a transição para as NIA. A maior parte dos antigos substantivos neutros passou a ser masculina, poucos foram para o feminino. Esse paralelismo entre o desenvolvimento dos gêneros em romani e nas línguas NIA é tido como prova de que os Rom somente deixaram o Subcontinente Indiano mais tarde, por volta do século X.
Não há evidências históricas acerca de que povo é ancestral dos Rom, nem do que os fez deslocarem-se do sub-continente Indiano para a Europa, mas há algumas teorias. Algumas influências do grego, do persa, do curdo, do armênio sugerem uma longa permanência na Anatólia antes da entrada na Europa.
A invasão mongol no início do século XIII deu início a uma nova migração dos Rom para o oeste. Assim eles se espalharam pela Europa por pontos bem distantes entre si, o que levou a comunidades com formas diferentes da língua, resultando nos múltiplos dialetos romani de hoje.
Atualmente o romani é falado por minorias em 42 países europeus.
Um projeto da Universidade de Manchester vem transcrevendo pela primeira vez as diversas formas do romani, algumas das quais quase extintas.

## Dialetos
Os atuais dialetos romani se diferenciam pelo vocabulário, pelas evoluções de fonemas, pelas diferenças gramaticais acumuladas  Também há muitos Rom que não mais falam a língua de origem, falando diversas “linguagens de contato” com idiomas locais, as quais adicionam palavras do romani.
Uma divisão muito aceita para as diversas formas do romani é aquela que caracteriza dois grupos principais de dialetos: os valáquios (de Vlach) e os não valáquis. Valáquis são os Rom que ficaram por muitos séculos na Romênia. A maior diferença entre os dois grupos é a quantidade de palavras oriundas da língua romena. Os dialetos valáquis são falados por mais da metade dos falantes do romani. Bernard Gilliath-Smith fez essa distinção e implantou esse termo Vlach em 1915 no livro Relatório sobre as tribos ciganas no noroeste da Bulgária. A seguir outros grupos de dialetos foram reconhecidos em função primeiramente da localização geográfica e do vocabulário. Entre eles temos:
- Romani Balcânico, falado em Albânia, Bulgária, Grécia, Kosovo, Macedônia do Norte, Moldávia, Montenegro, Sérvia, Romênia, Turquia, Ucrânia
- Romani de Gales, falado no País de Gales
- Romani Kalo-Finlandês, falado na Finlândia
- Romani Sinte, falado em Áustria, Croácia, República Tcheca, França, Alemanha, Itália, Holanda, Polônia, Sérvia, Montenegro, Eslovênia, Suíça
- Romani dos Cárpatos, falado em República Tcheca, Polônia (sul), Eslováquia, Hungria, Romênia, Ucrânia
- Romani do Báltico, falado em Estônia, Letônia, Lituânia, Polônia (norte), Bielorrússia, Ucrânia e Rússia
- Dialetos romani da Turquia:
  - Thraki, falado na Trácia e em Üsküdar, distrito do lado anatólio do Bósforo (tem palavras vindas da língua grega)
  - Anatólio, com palavras vindas da língua turca e da língua persa.
  - Posha, dos ciganos armênios da Anatólia do Leste, nômades que se fixaram em Van, na Turquia; são chamados pelos curdos de Mytryp ("assentados").

### Estudo dos dialetos
Nas últimas décadas estudiosos trabalharam para categorizar os dialetos romani sob pontos de vista linguísticos com base em evolução histórica e isoglóssias. Uma significativa parte desses trabalhos foi feita pelo lingüista Norbert Boretzky, de Bochum, Alemanha, o pioneiro em listar e tabelar as características estruturais dos dialetos romani conforme as áreas geográficas, em mapas. Com isso elaborou junto com Birgit Igla o Atlas dos Dialetos Romani, em 2005, que apresentava informações de isoglossas em mapas. Na Universidade de Manchester foram feitos trabalhos similares pelo lingüista e ativista de direitos romani, Yaron Matras, e seus assessores. Junto com Viktor Elšík (mais tarde na Universidade Carlos de Praga), Matras compilou o maior e mais completo banco de dados das diversas formas morfossintáticas do romani. Esse banco de dados pode ser vista na página do Manchester Romani Project. Matras (2002, 2005). É apresentada a teoria de classificação geográfica dos dialetos romani com base da difusão das inovações no espaço geográfico. O romani antigo (falado ao tempo do Império Bizantino) se deslocou para a Europa junto como os Rom durante os séculos XIV e XV. Esse grupos foram se estabelecendo e se espalhando nos séculos XVI e XVII, adquirindo fluência nas diversas línguas de contato Com isso vieram as mudanças, que foram se difundindo como que em ondas para criar o quadro de dialetos de hoje.. Conforme Matras houve duas grandes inovações: Uma oriunda da Europa do Oeste (Alemanha e proximidades) que se espalhou para o Leste; Outra, da área valáquia, se espalhou para Oeste e Sul. Somadas a isso houve diversas diaglóssias regionais e locais, aumentando a complexidade dessas “ondas” de limites linguísticos. Matras considera algumas evidências como:
- prótese de j- em “aro” >”jaro’ e em “ov” > “jov” (ele) – causada pela difusão “oeste-leste”.
- adição protética do a- em ‘bijav” > “abijav” – causada pela difusão “leste-oeste”

Sua conclusão defende que essas diferenças foram formadas “in situ” e não por diferentes “ondas” migratórias.
Marcel Courthiade, numa série de artigos a partir de 1962, propôs outra classificação, se concentrando nas mudanças do romani em três “camadas” ou fases de expansão, conforme critérios de modificações de sons e de gramática. Encontrando características linguísticas comuns aos dialetos ele propôs as fases partindo do romani anatólio do século XI indo para segunda e terceira camadas. Ele também denominou os dialetos "Poga" a partir do dialeto Pogadi do Reino Unido, cujo vocabulário tem muitas palavras não romanis.
As três camadas ficam assim:
- Primeira, a dos dialetos mais antigos: Mechkari, Kabuji, Xanduri, Drindari, Erli, Arli, Bugurji, Mahajeri, Ursari (Rićhinari), Spoitori (Xoraxane), Karpatichi, Polska Rom, Kaale (da Finlândia), Sinto-manush e o dos países bálticos.
- Segunda: “Chergari, Gurbeti, Jambashi, Fichiri, Filipiji e  o sub-grupo valáquio da Romênia e Bulgária.
- Terceira, com os demais valáquios - Kalderash, Lovari, Machvano.

Ver tabela de diferenças dialetais:
| primeira camada                       | segunda camada                        | terceira camada                 |
| phirdom, phirdyom phirdyum, phirjum   | phirdem                               | phirdem                         |
| guglipe(n)/guglipa guglibe(n)/gugliba | guglipe(n)/guglipa guglibe(n)/gugliba | guglimos                        |
| pani khoni kuni                       | pai, payi khoi, khoyi kui, kuyi       | pai, payi khoi, khoyi kui, kuyi |
| ćhib                                  | shib                                  | shib                            |
| jeno                                  | zheno                                 | zheno                           |
| po                                    | po/mai                                | mai                             |

### Línguas mistas
Alguns grupos Rom desenvolveram línguas crioulas ou mistas, tais como:
- Caló (Romani espanhol) ou íbero-romani– Léxico romani e gramática espanhola.
- Romani Norte-Central - Romungro
- Erromintxela (romani basco) – Léxico romani com sintaxe e morfologia Basca.
- Lomavren – romani armênio
- Angloromani
- Scandoromani (norueguês e sueco – romani) de viajantes;
- Romno-grego
- Romno-sérvio
- Boyash, romani-húngaro
- Sintos-Manouche-Sintos (romani com gramática alemã)

## Padronização
Há grupos independentes buscando padronizar o idioma na Romênia, Sérvia, Montenegro, Suécia, Estados Unidos e em outros locais.
Na Sérvia há um romani padronizado na província autônoma da Voivodina, o qual é aí reconhecido como língua de minorias, tendo estações de rádio próprias.
Na Romênia, país com a maior comunidade Rom identificada, há um sistema único de ensino do romani, o qual unificou os diversos dialetos. Isso foi um trabalho de Gheorghe Sarău, que produziu os livros didáticos em Romanês para ensinar as crianças Rom, pelos quais se ensina um língua “purificada” e “média” dentre os vocabulários (palavras e elementos de gramática) de origem Indo-ariana dos diversos dialetos. A pronúncia se aproxima mais dos dialetos da primeira “camada”. Quando há muitas variantes entre os dialetos, são escolhidas as palavras de origem mais antiga.
Procura-se derivar novas palavras a partir do vocabulário existente, como nos exemplos a seguir: xuryavno (avião), vortorin (régua deslizante), palpaledikhipnasko (retrospectivamente), pashnavni (adjetivo). Há palavras vindas da Língua romena, tais como: vremea (temo – climático ou cronológico), primariya (prefeitura), frishka (creme), sfïnto (santo, sagrado). Neologismos com base no Sânscrito também existem: bijli (lâmpada, eletricidade), misal (exemplo), chitro (desenho, projeto), lekhipen (escrita); Palavras novas podem vir também do Inglês: printisarel < "imprimir", prezidento < "presidente;
Essas padronizações de dialetos também vêm sendo feitas para reviver o romani entre grupos que já não mais falam a língua, como no caso da Espanha e Reino Unido.

## Falantes
Ver tabela conforme dos falantes na Europa conforme Bakker (2000) [ligação inativa]. Na última coluna está a percentagem de falantes do romani dentre os Rom do país.
| País                 | Falantes | %    |
| -------------------- | -------- | ---- |
| Albânia              | 90,000   | 95%  |
| Alemanha             | 85,000   | 70%  |
| Áustria              | 20,000   | 80%  |
| Belarus              | 27,000   | 95%  |
| Bélgica              | 10,000   | 80%  |
| Bósnia e Herzegovina | 40,000   | 90%  |
| Bulgária             | 350,000  | 80%  |
| Croácia              | 28,000   | 80%  |
| Dinamarca            | 1,500    | 90%  |
| Eslováquia           | 300,000  | 60%  |
| Eslovênia            | 8,000    | 90%  |
| Espanha              | 1,000    | 1%   |
| Estônia              | 1,100    | 90%  |
| Finlândia            | 3,000    | 90%  |
| França               | 215,000  | 70%  |
| Grécia               | 160,000  | 90%  |
| Holanda              | 3,000    | 90%  |
| Hungria              | 260,000  | 50%  |
| Itália               | 42,000   | 90%  |
| Letônia              | 18,500   | 90%  |
| Lituânia             | 4,000    | 90%  |
| Macedônia do Norte   | 215,000  | 90%  |
| Moldávia             | 56,000   | 90%  |
| Polônia              | 4,000    | 90%  |
| Reino Unido          | 1,000    | 0.5% |
| Rep. Tcheca          | 140,000  | 50%  |
| Romênia              | 433,000  | 80%  |
| Rússia               | 405,000  | 80%  |
| Sérvia e Montenegro  | 380,000  | 90%  |
| Suécia               | 9,500    | 90%  |
| Turquia              | 280,000  | 70%  |
| Ucrânia              | 113,000  | 90%  |

## Alfabeto
O romani utiliza o alfabeto latino  em sua forma completa de 26 letras, havendo diacríticos como:
- Trema em A, O, U
- Breve em C, G, K, L, N, S, Z
- Agudo em C, R, S, Z
- Circunflexo em E, I

No romani lovari o alfabeto latino não apresenta nem Q, nem W e tem as seguintes combinações de letras: Dy, Ly; Kh, Ph, Sh, Th, Zh; dzh

## Palavras em romani
("Teavez Bartalo Sasto Vesto Romale")
```
{akana curda sia}
```

Palavra   (pronúncia)  = signifícado;  Vitsa (qual raça se refere)
```
* Bartalo    (bartalo)   = sorte
* Chucar     (xucar)     = bonito
* Kriss       (kriss)      = polícia
* Chavoro    (xavoró)    = menino pequeno
* Chavo      (xavó)      = moço
* caco       (caco)      = tio           (vitsa: sirbianco, calderacha)
* cali       (cali)      = preto
* Dilabal    (dilabal)   = cantar
* Love       (love)      = dinheiro
* Lolo       (lolo)      = vermelho
* nano       (nano)      = tio           (vitsa: lovará)
* Rholhaives (rolhaives) = zangado, nervoso
* Sato       (sato)      = relógio
* Shei       (xei)       = rapariga
* Tcher      (tcher)     = casa
* Traio      (traio)     = vida
* Pilen      (pilen)     = beber
* Prama      (prama)     = jóia
* Piral      (piral)     = caminhar

```

- Akana (acana) = agora
- Ajuker (ajuquer) = espera
- Suato (suato) = conversa

## Amostra de texto
Romani
Sa e manušikane strukture bijandžona tromane thaj jekhutne ko digniteti thaj capipa. Von si baxtarde em barvale gndaja thaj godžaja thaj trubun jekh avereja te kherjakeren ko vodži pralipaja.
Português
Todos os seres humanos nascem livres e iguais em dignidade e direitos. São dotados de razão e consciência e devem agir em relação uns aos outros com espírito de fraternidade. (Artigo 1 – Declaração Universal dos Direito do Homem)